# 이승재 (1983년)
이승재(李承宰, 1983년 6월 9일 ~ )는 전 KBO 리그 NC 다이노스의 포수이자, 현재 보이즈유소년야구단의 감독이다.

## 선수 시절

### 한국 프로야구 시절

#### 롯데 자이언츠시절
경희대학교를 졸업하고 입단하였다. 어깨 부상으로 인해 공익근무요원으로 대체 복무를 했고, 이후에도 기회를 잡지 못했다. 2011년 시즌 후 방출됐다.

### 한국 독립야구 시절

#### 고양 원더스시절
2012년에 입단하였다.

### 한국 프로야구 복귀

#### NC 다이노스시절
2013년 5월 25일에 팀 동료인 윤병호, 이원재, 김건국과 함께 입단하였다. 5월 31일에 합류했다.
2015년 초 스프링캠프 도중 왼쪽 손목 통증으로 은퇴를 선언하고 팀의 전력분석관으로 전업했다.

## 야구선수 은퇴 후
2015년부터 NC 다이노스의 전력분석관으로 활동했다.

## 연봉
| 연도   | 연봉      | 인상율(%) | 비고 |
| ------ | --------- | --------- | ---- |
| 2013년 | 2,400만원 | 0         |      |
| 2014년 | 2,400만원 | 0         |      |
| 2015년 | 2,700만원 | 12.5      |      |

## 출신 학교
- 경남 양덕초등학교
- 마산중학교
- 마산고등학교
- 경희대학교